# Ebon Moss-Bachrach
Ebon Moss-Bachrach (Amherst, 19 de março de 1977) é um ator norte-americano conhecido por seus papéis nas séries Marvel's The Punisher da Netflix, The Last Ship e The Bear, pelo qual venceu um Critics’ Choice e dois Emmy de Melhor Ator Coadjuvante em Série de Comédia.

## Início de vida
Ebon Moss-Bachrach nasceu em Amherst, Massachusetts.[carece de fontes?] É filho de Renee Moss e Eric Bachrach, que dirigem uma escola musical em Springfield, Massachusetts. Ele frequentou o ensino médio na Amherst Regional High School em Massachusetts, e gradou-se na Universidade de Columbia. O pai de Moss-Bachrach nasceu na Alemanha sendo descendente de pais judeus-americanos.

## Vida pessoal
Moss-Bachrach tem um relacionamento com a fotógrafa Yelena Yemchuk, com quem teve duas filhas.[carece de fontes?]

## Filmografia

### Cinema
| Ano  | Título                          | Papel                | Nota(s)        |
| ---- | ------------------------------- | -------------------- | -------------- |
| 2001 | The Believer                    | Primeiro garçom      |                |
| 2001 | Never Again                     | Andy                 |                |
| 2001 | The Royal Tenenbaums            | Fredrick the Bellboy |                |
| 2003 | American Splendor               | Diretor da MTV       |                |
| 2003 | Death of a Dynasty              | Dave Katz            |                |
| 2003 | Mona Lisa Smile                 | Charlie Stewart      |                |
| 2004 | Winter Solstice                 | Steve                |                |
| 2004 | Poster Boy                      | Charlie              |                |
| 2004 | Point & Shoot                   | Chad Rhodes          |                |
| 2005 | The Dying Gaul                  | Olaf                 |                |
| 2005 | Stealth                         | Tim                  |                |
| 2005 | Road                            | Jay                  |                |
| 2006 | Out There                       | Stan                 |                |
| 2006 | Live Free or Die                | Alex Gazaniga        |                |
| 2006 | The Lake House                  | Henry Wyler          |                |
| 2006 | Wedding Daze                    | Matador              |                |
| 2007 | Chicago 10                      | Paul Krassner        | Voz            |
| 2007 | High Falls                      | Jackson              | Curta-metragem |
| 2007 | Suburban Girl                   | Ethan Eisenberg      |                |
| 2007 | Evening                         | Luc                  |                |
| 2009 | Breaking Upwards                | Dylan                |                |
| 2009 | The Marc Pease Experience       | Gavin                |                |
| 2011 | Higher Ground                   | Luke                 |                |
| 2012 | Lola Versus                     | Nick                 |                |
| 2012 | Come Out and Play               | Francis              |                |
| 2013 | The Volunteer                   | Ethan                |                |
| 2013 | Gods Behaving Badly             | Neil                 |                |
| 2014 | We'll Never Have Paris          | Guillaume            |                |
| 2014 | The Grey Matter                 | Simon Peterson       | Curta-metragem |
| 2025 | The Fantastic Four: First Steps | Ben Grimm / Coisa    | Pós-produção   |
| 2026 | Avengers: Doomsday              | Ben Grimm / Coisa    | Filmando       |

### Televisão
| Ano           | Título                            | Papel                       | Nota(s)                                   |
| ------------- | --------------------------------- | --------------------------- | ----------------------------------------- |
| 1999          | Murder in a Small Town            | Billy                       | Filme televisivo                          |
| 2001          | Law & Order: Criminal Intent      | Garoto do Colégio           | Episódio: "One"                           |
| 2002          | Porn 'n Chicken                   | Hutch                       | Filme televisivo                          |
| 2005          | Law & Order: Trial by Jury        | Danny Wallace               | Episódio: "Truth or Consequences"         |
| 2006          | Law & Order: Special Victims Unit | Justin                      | Episódio: "Informed"                      |
| 2006          | Kidnapped                         | Tucker                      | Episódio: "Sorry, Wrong Number"           |
| 2008          | John Adams                        | John Quincy Adams           | Minissérie; 3 episódios                   |
| 2008          | Fringe                            | Joseph Meegar               | Episódio: "Power Hungry"                  |
| 2009          | Medium                            | Simon Burwell               | Episódio: "The First Bite Is the Deepest" |
| 2009          | A NY Thing                        | Arthur                      | Filme televisivo                          |
| 2010          | Damages                           | Nick Salenger               | 8 episódios                               |
| 2010          | Rubicon                           | Craig Young                 | 3 episódios                               |
| 2013          | Person of Interest                | Michael Cole                | Episode: "Relevance"                      |
| 2014–17       | Girls                             | Desi Harperin               | 25 episódios                              |
| 2014          | Believe                           | Ben Wooten                  | Episódio: "White Noise"                   |
| 2014–15       | The Last Ship                     | Niels Sørensen              | 10 episódios                              |
| 2017          | The Punisher                      | David Lieberman / Micro     | Personagem regular                        |
| 2022-presente | The Bear                          | Richard "Richie" Jerimovich | Elenco principal, 36 episódios            |